# 茶臼原古墳群
茶臼原古墳群（ちゃうすばるこふんぐん）は、宮崎県西都市茶臼原にある古墳群で、前方後円墳3基、円墳52基の計55基が確認されている。1973年（昭和48年）8月18日に国の史跡に指定された。

## 概要
一ツ瀬ダムから南東の西都市を通って日向灘に注ぐ一ツ瀬川の北東に位置する茶臼原台地に分布する古墳群で、55基のうち、最も発掘調査が進んでいるのは児屋根塚古墳（北緯32度7分53.3秒 東経131度26分3.64秒 / 北緯32.131472度 東経131.4343444度）で、周囲はほとんどが畑地となっている。古墳群の中には児屋根塚古墳より古いと推定されているものもあるが未調査が多く、詳細は不明である。

## 所在地
- 〒881-0037 宮崎県西都市茶臼原

## アクセス
- 東九州自動車道西都ICより車で10分
- JR九州日豊本線高鍋駅よりタクシーで20分